# مستشارية هتلر

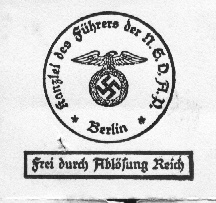
ختم المستشارية

مستشارية هتلر، المعروفة رسميًا باسم Kanzlei des Führers der NSDAP (" مستشارية الفوهرر للحزب النازي "؛ اختصارًا باسم KdF)  منظمة للحزب النازي. تُعرف الوكالة أيضًا باسم Privatkanzlei des Führers («المستشارية الخاصة للفوهرر»)، وعملت كهيئة استشارية خاصة لأدولف هتلر، حيث تعاملت مع قضايا مختلفة تتعلق بمسائل مثل الشكاوى ضد مسؤولي الحزب، والاستئنافات من محاكم الحزب، والأحكام الرسمية، والعفو وشؤون هتلر الشخصية. كانت مستشارية الفوهرر أيضًا لاعبًا رئيسيًا في برنامج القتل الرحيم النازي.

## التنظيم

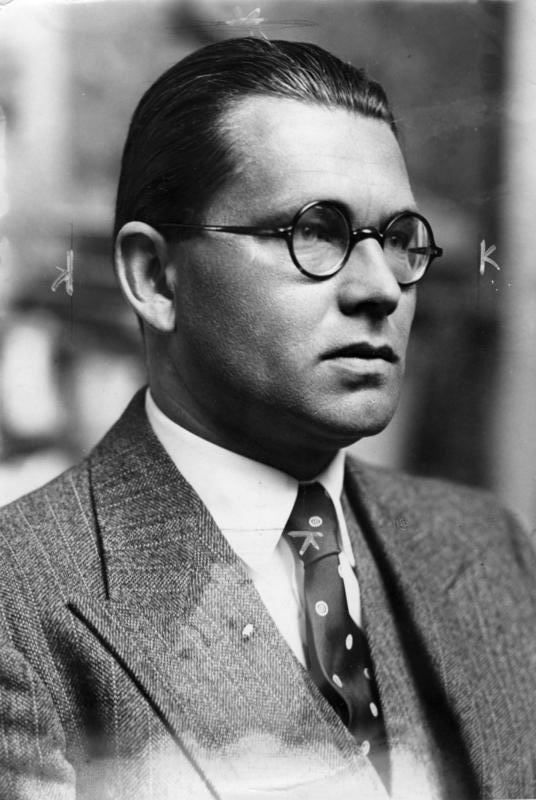
فيليب بوهلر، رئيس مستشارية هتلر وأكتيون تي4

تأسست المستشارية في نوفمبر 1934 في برلين كوكالة منفصلة، والتي كانت موازية لتشارية الرايخ الألماني تحت هانز هاينريش لامرز ومستشارية الحزب النازي (حتى عام 1941: «طاقم نائب الفوهرر»)، بقيادة مارتن بورمان. 
كرئيس لمستشارية هتلر، شغل بوهلر أيضًا رتبة النازيون الرايخ سليتر. تم تعيينه رئيسًا في 17 نوفمبر 1934 واستمر في هذا المنصب حتى 23 أبريل 1945.  اختار هتلر بوهلر لهذا الدور بسبب ولائه الشديد وطابعه المحترم. كان بوهلر معروفًا أيضًا بكفاءته العنيدة وتعصبه الأيديولوجي.  في عام 1939، نقلتمستشارية هتلر مقعدها بالقرب من مبنى مستشارية الرايخ الجديد في Voßstraße No. 8. في هذا الوقت، كان لدى مستشارية هتلر ستة وعشرون موظفًا، والتي زادت «خمسة أضعاف بحلول عام 1942».  الناحية العملية، تم تصميم مستشارية هتلر أو «مستشارية الفوهرر للحزب النازي» كما يقول كاتب السيرة الذاتية لهتلر إيان كيرشو، في الأصل للتعامل مع المراسلات بين الفوهرر ومسؤولي الحزب، وبالتالي يمكنه البقاء «على اتصال مباشر مع هموم الناس».  تتألف معظم المراسلات التي وصلت إلى قوات الدفاع عن كوسوفو من «شكاوى تافهة ومظالم صغيرة ومشاحنات شخصية طفيفة لأعضاء الحزب».  عملت مستشارية هتلر بقيادة بوهلر بالتوازي مع مكاتب وزير الدعاية جوزيف غوبلز «للتحقق من منشورات الحزب النازي للتأكد من صحتها الأيديولوجية». 
تألفت مستشارية هتلر من المكاتب الرئيسية الخمسة التالية  (Hauptämter)، وكلها تابعة مباشرة لهتلر:
- Hauptamt I: Privatkanzlei (الشؤون الشخصية للفوهرر)؛ الرئيس: ألبرت بورمان.
- Hauptamt II: Angelegenheiten betr. Staat und Partei (شؤون الدولة والحزب)؛ رئيس: فيكتور براك.
  - IIa: Stellvertretender Leiter des Hauptamtes II (نائب الرئيس Hauptamt II)؛ رئيس القسم: Werner Blankenburg
- Hauptamt III: Gnadenamt für Parteiangelegenheiten (مكتب العفو لشؤون الأحزاب)؛ الرئيس: Hubert Berkenkamp ؛ في وقت لاحق من عام 1941 إلى الأمام: كورت جيز.
- Hauptamt IV: Sozial- und Wirtschaftsangelegenheiten (الشؤون الاجتماعية والاقتصادية)؛ رئيس: هاينريش سنيريم.
- Hauptamt V: Internes und Personal (الشؤون الداخلية وشؤون الموظفين)؛ رئيس: هربرت Jaensch. [6]

بعد عام 1941، تراجع نفوذ بوهلر وتأثير المستشارية وتم تعطيلها إلى حد كبير من قبل مارتن بورمان.   نهاية المطاف، تم استيعابها في مستشارية الرايخ برئاسة Lammers خلال الحرب.